# ハウエル・コブ
ハウエル・コブ（Howell Cobb, 1815年9月7日 - 1868年10月9日）は、アメリカ合衆国の政治家。ジェームズ・ブキャナン大統領の下でアメリカ合衆国財務長官を務めた。

## 青年期
1815年、コブはジョージア州コブハム（現在のジェファーソン郡）で生まれた。コブは同州アセンズで育った後、フランクリン大学（現在のジョージア大学）で法律を学んだ。そして1834年に同大学を卒業すると、1836年にジョージア州から弁護士として認可を受けた。コブは翌1837年にジョージア州西地区の巡回裁判所で事務弁護士として採用され、1841年までその職を務めた

## 議会議員時代
1840年、コブはジョージア州から連邦議会の下院議員選挙に出馬したが、敗北を喫した。だがコブはその2年後、1842年の選挙において勝利を収め、穏健派の民主党員として1851年まで4期続けて連邦議会の下院議員を務めた。コブは連邦法無効論をめぐる議論においてアンドリュー・ジャクソンを擁護し、米墨戦争中はジェームズ・ポーク政権の安定に努めた。また奴隷制を支持する拡張主義者として、アーカンソー州やフロリダ州、テキサス州の連邦編入を支持した。
コブは4期目の第31回連邦議会において下院議長を務め、カリフォルニアの連邦編入をめぐる論争で南北間の折衝を行った。コブは1850年の妥協を可決させる役割を果たした重要人物として高い評価を受けた。

## 州知事時代
コブは1851年に連邦議会を辞職し、ジョージア州に帰郷した。コブは1850年の妥協を擁護する立場が支持され、同年にジョージア州知事に選出された。コブは連邦主義的な考えの下で州の権限拡大に努め、州知事の職を1853年まで務めた。その後1855年にコブは再び下院議員として選出され、1857年までその職に就いた。

## 財務長官時代
1857年、ジェームズ・ブキャナンが大統領として就任すると、ブキャナンは財務長官としてコブを指名し、コブはその要請を受諾した。
財務長官に就任したコブは、前任のジェイムズ・ガスリーと同様に、金融市場の膠着は過剰な国庫余剰金に起因すると考えた。コブは国庫余剰金を元に商業銀行から国債を買い戻すことで、資金を市場に流通させることを試みた。投資家はこぞって国債の払い戻しに応じ、資金を市中に出回らせることに成功した。しかしながらその直後、合衆国は1857年恐慌に襲われた。時既に遅く、国庫余剰金は底を付きかけた状況に陥っており、恐慌により連邦政府の財務状況は一変した。連邦政府はこの財政危機を脱却するため、国債を商業銀行に販売することを強いられた。
恐慌の後遺症が尾を引く1858年、ルコンプトン憲法をめぐる連邦議会の紛糾で南部諸州の連邦離脱が現実味を帯びてくると、連邦政府の財政はさらなる危機に襲われた。南部諸州が税金の徴収に非協力的な態度をとり、また関税収入も減少し始めたため、急激な速度で赤字が増大した。コブは歳入を増加させるために高い関税の導入を主張したが、連邦議会はコブの提案を棄却した。
1860年の大統領選挙直前、コブの所属する民主党は奴隷制をめぐる論争により北部民主党と南部民主党に分裂した。ジョージア州出身のコブは南部民主党に加わり、同じく南部出身のジョン・ブレッキンリッジを大統領候補として支持した。
そして1860年11月、共和党の北部出身者エイブラハム・リンカーンが大統領選挙で勝利を収めると、コブは南部諸州の連邦離脱を決断し、財務長官を辞任した。

## 南部連合時代
財務長官退任後、コブはジョージア州へ戻り、州の連邦離脱を主導した。そして1861年1月18日、ジョージア州は連邦を離脱して南部連合へと合流した。コブは南部連合による臨時政府の設立を目指し、同年2月4日に連合国臨時議会の議長に就任した。そして約1週間ほどで臨時憲法を起草すると、2月9日に連邦離脱諸州はアラバマ州モンゴメリーでアメリカ連合国を結成した。初代大統領にはジェファーソン・デーヴィスが選出された。
コブは2月18日に南部連合の業務をデイヴィス大統領に引き継ぐと、翌1862年2月13日に連合国の准将に任ぜられ、南北戦争に参加した。同年9月、コブの旅団はサウスマウンテンの戦いにおいてクランプトン峠で戦闘を行い、重要な役割を果たした。その後1863年9月9日、コブは少将に昇格した。

## 晩年
1864年4月20日、コブはジョージア州メーコンにおいて合衆国に投降した。そして南北戦争終戦後、コブはアンドリュー・ジョンソン大統領の恩赦に浴し、弁護士業を再開した。コブはジョンソンの財務問題に関する事務を担当した。
1868年、コブはニューヨーク市において死去した。コブの遺体はジョージア州アセンズに埋葬された。